# Basilepta kandyensis
Basilepta kandyensis – gatunek chrząszcza z rodziny stonkowatych i podrodziny Eumolpinae.

## Taksonomia
Gatunek ten został opisany w 2003 roku przez Shinsaku Kimoto na podstawie holotypu i siedmiu paratypów odłowionych w 1975 roku przez Akio Otake. Epitet gatunkowy pochodzi od Kandy, lokalizacji typowej.

## Opis
Ciało rudobrązowe, owalne, wypukłe, długości od 2,4 do 2,7 mm. Głowa błyszcząca, o wyraźnie i gęsto punktowanym ciemieniu i frontoklipeusie. Przedplecze poprzeczne, blisko dwa razy szersze niż długie, bokami zaokrąglone, najszersze tuż przed nasadą i wyraźnie ku przodowi zwężone. Przednia bruzda, ciągnąca się wzdłuż przedniego brzegu przedplecza wyraźna, lecz przerwana pośrodku. Tarczka niepunktowana, błyszcząca, nieco wypukła, prawie trójkątna, o zaokrąglonym wierzchołku. Pokrywy podłużne, o wyniesionej części nasadowej, za którą znajduje się poprzeczne wgłębienie; opatrzone podłużnymi rzędami punktów. Barki pokryw wyniesione.

## Rozprzestrzenienie
Gatunek endemiczny dla Sri Lanki.